# Victor Brémond
Pour les articles homonymes, voir Brémond.
Victor Charles François Brémond, né le 27 février 1880 à Toulon, ville où il est mort le 24 avril 1972, est un homme politique français.

## Biographie
Docteur en droit, il est secrétaire de la Chambre de commerce de Toulon et professeur à l'école d'hydrographie. Il est avocat de 1914 à 1924. Il est député du Var de 1924 à 1928 et de 1932 à 1936, inscrit au groupe Républicain socialiste. Il est secrétaire de la Chambre de 1935 à 1936. En 1945, il devient conseiller municipal de Toulon, puis maire du Castellet de 1949 à 1959.